# Parc du Bois-de-Coulonge

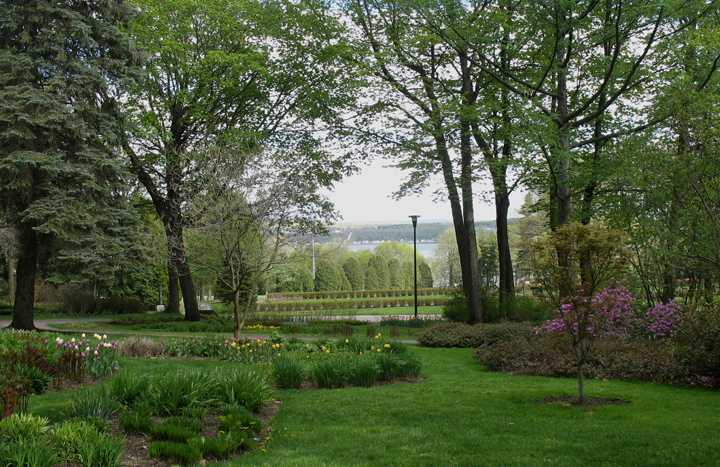
Parc du Bois-de-Coulonge

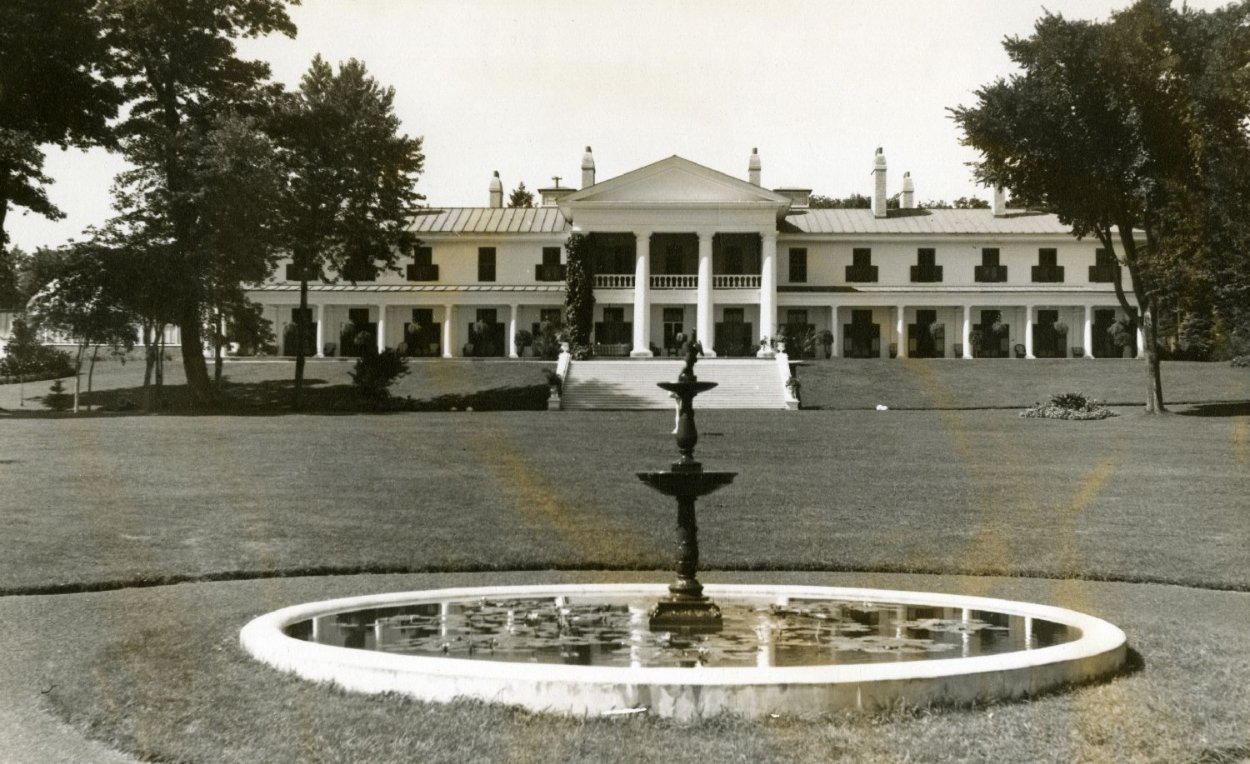
Die ehemalige Residenz des Vizegouverneurs (1966 abgebrannt)

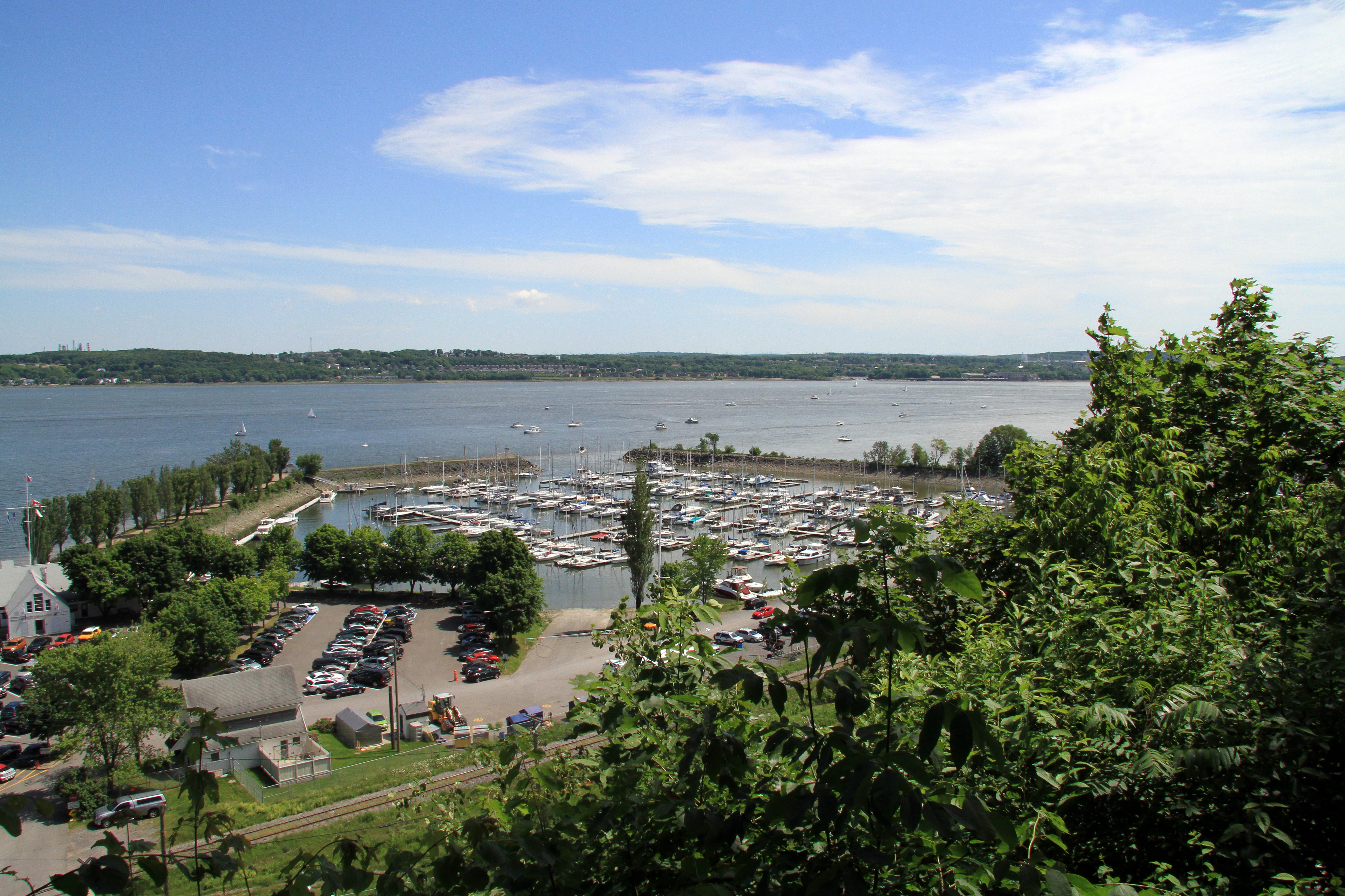
Aussicht auf die Marina von Sillery

Der Parc du Bois-de-Coulonge ist ein öffentlicher Park in der kanadischen Stadt Québec. Er befindet sich an der Grande Allée im Arrondissement Sainte-Foy–Sillery–Cap-Rouge, südwestlich der Abraham-Ebene. Die 24 Hektar große Anlage war Standort des Herrenhauses Spencerwood, der einstigen Residenz des Vizegouverneurs. Das Anwesen wurde 1966 durch einen Brand zerstört und danach nicht wieder aufgebaut. Ein erhalten gebliebenes historisches Gebäude am Rande des Parks ist die Villa Bagatelle.

## Geschichte
Das ursprüngliche Lehen mit dem Namen Belleborne wurde 1637 an den Entdecker Jean Nicolet und dessen Sozius Olivier Le Tardif übertragen. 1653 gelangte es in den Besitz von Louis d’Ailleboust de Coulonge. Vier Jahre später vergrößerte er das 160 arpents messende Grundstück zur 325 arpents (ca. 110 Hektar) großen Kastellanei Coulonge, die auch verschiedene andere Grundstücke im Québecer Vorort Sillery umfasste. Das Séminaire de Québec kaufte den Besitz 1676 und ließ ihn mehrere Jahrzehnte lang unverändert.
Nach der britischen Eroberung Québecs wurde das Gebiet in mehreren Schritten parzelliert. 1780 kaufte Major Samuel Holland den nördlichen Teil der Kastellanei, General Henry Watson Powell den südöstlichen Teil. Letzterer nannte seinen Besitz Powell Place und ließ darauf ein herrschaftliches Sommerhaus im palladianischen Stil errichten. Das Haus war später im Besitz des Bauunternehmers Patrick Beatson und des Parfümeurs François Le Houiller. Gouverneur James Henry Craig mietete Powell Place ab 1807. Im Jahr 1811 kaufte Michael Henry Perceval den Besitz und nannte ihn Spencer Wood, zu Ehren seines Onkels, dem britischen Premierminister Spencer Perceval. Die Erben verkauften das Haus 1835 an den Holzhändler Romuald Henry Atkinson. Dieser beauftragte den schottischen Landschaftsgärtner Peter Lowe mit der Umgestaltung des Gartens. 1849 entstand eine zweite Villa namens Spencer Grange, später Villa Bagatelle genannt (dort lebte von 1940 bis 1948 die frühere österreichische Kaiserin Zita von Bourbon-Parma).
Atkinson verkaufte 1854 den östlichen Teil seines Besitzes an die kanadische Regierung, die das Haus Spencer Wood als offizielle Residenz nutzte. In der Folge lebten dort drei Generalgouverneure und – nach der Gründung der Provinz Québec im Jahr 1867 – 21 Vizegouverneure. 1950 beschloss die Legislativversammlung von Québec die Umbenennung von Spencer Wood in Bois de Coulonge, um an das französische Kulturerbe zu erinnern. Am 21. Februar 1966 zerstörte ein Brand die Gouverneursresidenz bis auf die Grundmauern; Vizegouverneur Paul Comtois starb dabei unter ungeklärten Umständen.
Die zerstörte Villa wurde nicht wieder aufgebaut und es gab Bestrebungen, den Park der Öffentlichkeit zur Verfügung zu stellen. Die Immobilienverwaltung der Provinz Québec erwarb 1985 das Gelände und führte daraufhin verschiedene Ausbesserungs- und Instandstellungsarbeiten durch. Seit 1996 ist die Nationale Hauptstadtkommission für die Pflege des Parks zuständig.